# Oralismo
L'oralismo è un metodo di insegnamento della lingua parlata utilizzato nell'educazione per sordi, basato sull'importanza dell'espressione verbale e della lettura delle labbra.
Il secondo congresso Internazionale sull'Istruzione dei sordi, tenutosi a Milano nel 1880, è formalmente considerato il punto di inizio di tale metodo, che con il passare degli anni ha lasciato posto alla lingua dei segni come metodo d'insegnamento principale della lingua per i sordi.
L'oralismo è un metodo di insegnamento della lingua parlata ai sordi, basato sull'importanza dell'espressione verbale e della lettura delle labbra escludendo assolutamente l'uso delle lingue dei segni. Da notare che il 21º congresso Internazionale sull'Istruzione dei sordi tenutosi a Vancouver in Canada nei giorni 18-22 luglio 2010 ha dichiarato pubblicamente che la risoluzione del congresso di Milano del 1880 ha recato gravissime conseguenze alle persone sorde in ambito sociale, lavorativo e scolastico, e ha voluto fare 'mea culpa'" per rigettare definitivamente e completamente il metodo oralista. Ciò significherà che adesso l'ICED sosterrà l'uso delle lingue dei segni nelle scuole dei sordi anche grazie alla nuova convenzione ONU sui diritti delle persone con disabilità.
L'oralismo è durato solo per 130 anni nonostante in molti casi i risultati non fossero soddisfacenti, mentre le lingue dei segni prima del 1880 venivano impiegate negli istituti speciali e nel privato da sordi e udenti ad essi legati per comunicare liberamente.
Nell'ambito della scelta oralista si sono sviluppate nel tempo metodiche differenti che però hanno in comune la caratteristica di escludere, nell'educazione al linguaggio parlato e scritto, qualsiasi uso dei segni. Esse puntano da una parte all'allenamento acustico sfruttando al massimo i residui uditivi del sordo, dall'altra al potenziamento della lettura labiale su cui si basa la comunicazione. Tra i massimi rappresentanti italiani dell'oralismo Massimo del Bo e Adriana Cippone de Filippis focalizzano l'intervento logopedico in alcuni punti essenziali:
- diagnosi precoce 
- valutazione esatta del deficit 
- protesizzazione immediata 
- collaborazione della famiglia nell'intervento logopedico 
- integrazione nelle scuole normali
C'è da dire però che tutti questi aspetti sono comuni anche ai metodi misti, cioè a quelli che utilizzano i segni nella terapia. Anche queste metodiche infatti perseguono l'obbiettivo di insegnare a parlare al bambino sordo, tenendo conto dei fattori elencati, la grande differenza sta non solo nell'uso dei segni, ma anche nell'approccio verso la famiglia e nella scelta di quali ambiti del linguaggio privilegiare. 
I genitori hanno infatti sempre un ruolo fondamentale nell'educazione al linguaggio del bambino sordo e il lavoro del logopedista ha successo solo se la famiglia collabora attivamente.
Nel caso però dei metodi oralisti questo compito che viene affidato ai genitori e soprattutto alla madre è esasperato perché il loro coinvolgimento nel riproporre al bambino quanto fatto in terapia può portare a una confusione dei ruoli con pesanti conseguenze psicologiche.
Altra grande differenza tra metodi rigidamente oralisti e metodi misti sta nel fatto che spesso i primi privilegiano nell'educazione alla lingua parlata e scritta più l'aspetto della produzione che quello della comprensione, che è invece preponderante soprattutto nelle prime fasi di acquisizione del linguaggio del bambino udente. 
Non solo, ma spesso la scelta del vocabolario da usare è poco naturale, essendo legata più alle difficoltà fonetiche delle singole parole che al criterio della frequenza e dell'uso determinato dalla valenza comunicativa.